# 전하초 FC
전하초 FC는 울산광역시에 위치한 under-12팀 유형의 축구단이다. 본래 전하초등학교의 축구부원으로만 구성된 축구팀이였으나, 현재는 클럽팀으로 전환하여 활동중이다.

## 참고 문헌
- “KFA 통합경기정보 시스템”. 대한축구협회.

## 같이 보기
- 전하초등학교